# بركاوة (أولاد امحمد لمحازة)
بركاوة هو دُوَّار يقع بجماعة شعيبات، إقليم الجديدة، جهة الدار البيضاء سطات في المملكة المغربية. ينتمي الدوّار لمشيخة أولاد امحمد لمحازة التي تضم 7 دواوير. يقدر عدد سكانه بـ 324 نسمة حسب الإحصاء الرسمي للسكان والسكنى لسنة 2004.

## روابط خارجية
- البوابة الوطنية للجماعات الترابية نسخة محفوظة 12 مارس 2018 على موقع واي باك مشين.
- المندوبية السامية للتخطيط